# Флаг Новоживотинновского сельского поселения
Флаг муниципального образования Новоживотинновское сельское поселение Рамонского муниципального района Воронежской области Российской Федерации — опознавательно-правовой знак, служащий официальным символом муниципального образования.
Флаг утверждён 6 декабря 2011 года решением Совета народных депутатов Новоживотинновского сельского поселения Рамонского муниципального района Воронежской области от 06.12.2011 № 98 «О флаге Новоживотинновского сельского поселения Рамонского муниципального района Воронежской области» и 21 декабря 2011 года внесён в Государственный геральдический регистр Российской Федерации с присвоением регистрационного номера 7349.

## Описание
«Прямоугольное двухстороннее полотнище голубого цвета с отношением ширины к длине 2:3, с узкой, вдоль верхнего края, полосой, состоящей из 10-ти вертикальных чередующихся белых и зелёных частей. В центре полотнища — белая ниспадающая от древка стрела, относительно которой справа вверху — жёлтая восьмиконечная звезда над таковым же полумесяцем с изображением лица, слева внизу — три белых ядра, сложенных горкой (все фигуры из герба Новоживотинновского сельского поселения)».

## Обоснование символики
Флаг Новоживотинновского сельского поселения включает в себя фигуры из герба известного дворянского рода Веневитиновых. Представители рода в XVII веке переселились из Тульской губернии в Воронежскую губернию, где владели имениями, располагавшимися на территории современного Новоживотинновского сельского поселения. Наиболее известным из рода Веневитиновых был Дмитрий Владимирович, русский поэт, переводчик, прозаик и философ (на похоронах Д. В. Веневитинова были А. С. Пушкин и А. Мицкевич). Флаг сельского поселения, созданный на основе герба известного во всей России рода, — символ связи прошлого и настоящего, символ памяти о своих предках.
Полоса из пяти бело-зелёных пар — символизируют 5 населённых пунктов, составляющих единое поселение (сёла Новоживотинное, Хвощеватка, деревни Медовка, Моховатка, Репное). При этом белый цвет — аллегория поселковых территорий, зелёный цвет — аллегория сельскохозяйственных и природных угодий. Также чередующиеся белые и зелёные части напоминают о гербе города Венёва, с которым связана фамилия Веневитиновых.
Голубое поле символизирует расположение земель поселения на реке Дон.
Голубой цвет (лазурь) — символ возвышенных устремлений, искренности, преданности, возрождения.
Белый цвет (серебро) — символ чистоты, открытости, мудрости, примирения.
Жёлтый цвет (золото) — символ высшей ценности, величия, богатства, урожая.
Зелёный цвет символизирует весну, здоровье, природу, молодость и надежду.